# Mattschwarzer Pflanzenkäfer

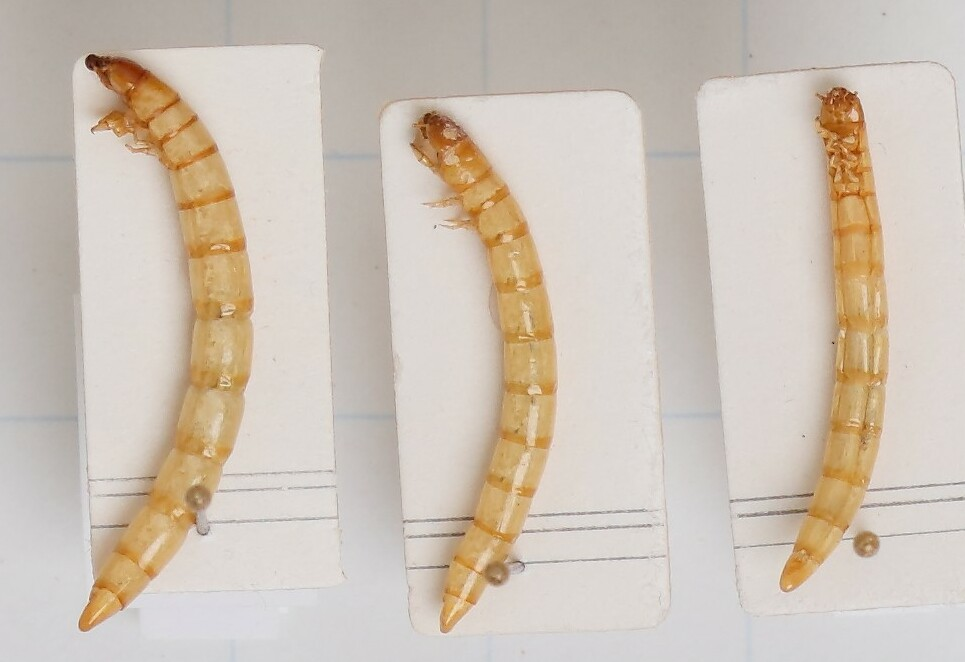
Larven von Prionychus ater

Der Mattschwarze Pflanzenkäfer (Prionychus ater) ist ein Käfer aus der Familie der Schwarzkäfer (Tenebrionidae) innerhalb der Unterfamilie der Pflanzenkäfer (Alleculinae).

## Merkmale
Die Käfer werden 12 bis 14 Millimeter lang und haben einen breitovalen, fast matt schwarz gefärbten, kurz dunkel behaarten Körper. Die Fühler und Beine sind schwarzbraun, die Tarsen sind heller gefärbt. Die Fühler sind verhältnismäßig kurz und haben ein sehr kleines zweites Glied. Der Halsschild ist vorne breit gerundet und hat spitze Hinterecken. Mittig ist der Vorderrand des Halsschildes ungerandet. Die Deckflügel (Elytren) sind längsgestreift, wobei die Streifen und die Zwischenräume gleichmäßig punktiert sind. Zwischen den Punkten auf den Deckflügeln und dem Halsschild liegt ein feines Netzmuster. Die Art kann mit der zweiten in Mitteleuropa vorkommenden Art der Gattung, Prionychus melanarius, verwechselt werden, diese unterscheidet sich von ihr jedoch durch seinen vollständig gerandeten Vorderrand des Halsschildes und den glatten Bereich zwischen den Punkten auf dem Halsschild und den Deckflügeln.

## Vorkommen
Die Art ist in Mittel- und Südeuropa verbreitet und tritt im Norden bis Dänemark, bis in den Süden Norwegens und Finnlands und bis Zentralschweden auf. In England ist sie vereinzelt verbreitet. Sie besiedelt Laubwälder vom Flachland bis in niedrige Berglagen und tritt nur lokal auf.

## Lebensweise
Die nachtaktiven Tiere verstecken sich am Tag in Mulm oder unter loser Rinde. Die Larven entwickeln sich hauptsächlich in morschem Holz von Laubbäumen, seltener auch in dem von Nadelbäumen.

## Belege